# Polyblastia
Polyblastia A. Massal. (komornica) – rodzaj grzybów z rodziny brodawnicowatych (Verrucariaceae). Ze względu na współżycie z glonami zaliczany jest do grupy porostów.

## Systematyka i nazewnictwo
Pozycja w klasyfikacji według Index Fungorum: Verrucariaceae, Verrucariales, Chaetothyriomycetidae, Eurotiomycetes, Pezizomycotina, Ascomycota, Fungi.
Synonimy nazwy naukowej: Amphoroblastia Servít, 
Halospora (Zschacke) Tomas. & Cif., 
Holosporomyces Cif. & Tomas., 
Lithothelidium M. Choisy, 
Magnussoniolichen Tomas. & Cif., 
Magnussoniomyces Cif. & Tomas., 
Phillippiregis Cif. & Tomas., 
Polyblastia subgen. Halospora Zschacke, 
Polyblastidea (Zschacke) Tomas. & Cif., 
Polyblastiomyces Cif. & Tomas., 
Porphyriospora A. Massal., 
Raesaeneniolichen Tomas. & Cif., 
Raesaeneniomyces Cif. & Tomas., 
Sporodictyon A. Massal.
Nazwa polska według W. Fałtynowicza.

## Gatunki występujące w Polsce
- Polyblastia abscondita (Nyl.) Arnold 1863[4] – komornica skryta, amforzyca skryta
- Polyblastia agraria Th. Fr. 1865 – komornica polna
- Polyblastia albida Arnold 1858 – komornica biaława
- Polyblastia alpina (Metzler ex Zschacke) Vĕzda & Liška[5] – komornica alpejska, amforzyca alpejska
- Polyblastia bryophila Lönnr. 1858[4] – komornica mchowa
- Polyblastia cruenta (Körb.) P. James & Swinscow 1971 – komornica potokowa, amforzyca Henschela
- Polyblastia cupularis A. Massal. 1852 – komornica miseczkowata
- Polyblastia dermatodes A. Massal. 1855 – komornica skórzasta, amforzyca skórzasta
- Polyblastia dominans (Arnold) Zschacke 1933[4] – komornica wydrążona
- Polyblastia gothica Th. Fr. 1865 – komornica gotycka
- Polyblastia helvetica Th. Fr. 1865 – komornica szwajcarska, amforzyca szwajcarska
- Polyblastia leptospora Zschacke 1914[4] – komornica wielkozarodnikowa
- Polyblastia maculata Zschacke 1912[4] – komornica plamista
- Polyblastia melaspora (Taylor) Zahlbr. 1921 – komornica ciemnozarodnikowa
- Polyblastia microcarpa (Arnold) Lettau 1940[4] – komornica drobnoowocnikowa
- Polyblastia muscorum (Servít) Clauzade & Cl. Roux 1985[4]  – komornica szorstka, amforzyca mchowa
- Polyblastia pallescens Anzi 1864[4] – komornica jaśniejąca
- Polyblastia peminosa (Nyl.) Zahlbr. 1921[4] – komornica samotna
- Polyblastia plicata (A. Massal.) Lönnr. 1858[4] – komornica pofałdowana
- Polyblastia pseudoalbida (Servít) J. Nowak 1961[4] – komornica nibybiaława
- Polyblastia sendtneri Kremp. 1855 – komornica Sendtnera
- Polyblastia sepulta A. Massal. 1856[4] – komornica zatopiona, amforzyca bawarska
- Polyblastia tatrana Servít 1954[4] – komornica tatrzańska
- Polyblastia terrestris Th. Fr. 1861 – komornica naziemna
- Polyblastia theleodes (Sommerf.) Th. Fr. 1867 – komornica sutkowata
- Polyblastia ventosa Arnold[4] – komornica pełna
- Polyblastia verrucosa (Ach.) Lönnr. 1858 – komornica brodawkowata

Nazwy naukowe na podstawie Index Fungorum.  Nazwy polskie według W. Fałtynowicza.